# Ctesibius (månekrater)
Ctesibius er et nedslagskrater på Månen. Det befinder sig på Månens bagside nær dens ækvator og er opkaldt efter den ægyptiske fysiker Ctesibius (? – ca. 100 f.Kr.)
Navnet blev officielt tildelt af den Internationale Astronomiske Union (IAU) i 1976. 

## Omgivelser
Ctesibiuskrateret ligger mellem det større Abul Wáfakrater mod vest og det lidt mindre Heronkrater mod øst.

## Karakteristika
Den ydre væg i Ctesibius er bred og med en skarp og ringe erosion. Der er en lav højderyg, som er sluttet til den sydlige rand, og som drejer mod syd-sydøst. I centrum af den relativt flade kraterbund ligger en lav højderyg. Der findes svage spor af strålemateriale over den vestlige bund og rand, stammende fra Nechokrateret mod sydøst.

## Måneatlas
- Billeder af Ctesibiuskrateret i LPI-måneatlasset